# Soverdia
Die Soverdia (Societas Verbi Divini) Gesellschaft für Gemeinwohl mbH ist ein Wirtschaftsunternehmen des römisch-katholischen Ordens der Steyler Missionare mit Sitz in Nettetal-Kaldenkirchen, Nordrhein-Westfalen. Sie ist unter Nr.	HRB8028 im Handelsregister von Krefeld eingetragen. Die Gesellschaft hatte die Vermögensverwaltung für Unternehmen der Steyler Missionare wie die am 9. Juli 1931 von den Steyler Missionaren gegründete  „Heimwohl AG Mivremia (Missiehouse voor vreemde Missien)“, später „Rheinwohnungsbau GmbH“, die unter anderem im sozialen Wohnungsbau in Berlin und anderswo tätig wurde und neben einer sicheren und gewinnbringenden Geldanlage auch soziale Aspekte verfolgte; 1982 übertrugen die Steyler Missionare alle Anteile an der Rheinwohnungsbau GmbH auf das Erzbistum Köln.
Die Gesellschaft Soverdia war Ende der 1970er-Jahre in die Flick-Affäre involviert.

## Flick-Affäre und Spendenwaschanlage
Die Soverdia arbeitete an rechtswidrigen Transaktionen zu Lasten des Steuerzahlers mit, die der CDU-Bundestagsabgeordnete Walter Löhr dem Steyler Pater Josef Schröder, damals Geschäftsführer der Soverdia, vorgeschlagen hatte. Dabei spendete der Flick-Konzern, verteilt über mehrere Jahre, insgesamt 12,3 Millionen DM für den Orden an die Gesellschaft. Diese stellte für den betreffenden Betrag eine steuerabzugsfähige Spendenquittung aus und überwies auf dem Umweg über Schweizer Konten 80 Prozent wieder an Flick zurück, 10 Prozent behielt die Soverdia für die Aufgaben des Steyler Ordens und 10 Prozent wurden Löhr als „Provision“ in bar ausgehändigt, für – wie es hieß – politische Aufgaben der CDU. (In einigen Jahren gab es Abweichungen davon.) Der Flick-Konzern machte einen Reingewinn, weil ihm von den gespendeten 12,3 Mio. DM von Soverdia 9,3 Mio. DM direkt zurücküberwiesen wurden und er etwa 5 Mio. DM als steuerliche Rückerstattung auf Kosten des Steuerzahlers bekam. Das an Flick rücküberwiesene Geld ging an eine „schwarze Kasse“ und tauchte nicht in der offiziellen Buchführung auf.
Daneben stellte die Soverdia GmbH an mittelständische Spender wie Ärzte oder Kaufleute Spendenquittungen in fünffacher Höhe des gespendeten Betrages aus, z. B. bescheinigte sie bei tatsächlich gespendeten 2.000 DM eine Spende von 10.000 DM. Bei der Ermittlung zu diesen Fällen stieß Klaus Förster von der Steuerfahndung Sankt Augustin bei einer Hausdurchsuchung bei den Steyler Missionaren auf Akten des Flick-Konzerns und deckte anschließend dessen illegales Spendensystem auf. Die Untersuchung der Transaktionen zwischen Soverdia und dem Flick-Konzern führten zu einer Hausdurchsuchung der Flick-Zentrale in Düsseldorf, bei der weitere illegale Transaktionen von weit größerem Umfang entdeckt wurden, was dann die Flick-Parteispendenaffäre auslöste.
In einem Bericht der Frankfurter Allgemeine zur 1999 aufgedeckten CDU-Spendenaffäre wird unter anderen die Steyler Mission in Sankt Augustin als Waschanlage für illegale Parteispenden genannt; dabei habe deren Wirtschaftstochter Soverdia mitgewirkt.